# Festivali i Këngës 2018
Das 57. Festivali i Këngës (albanisch; „Festival des Liedes, Songfestival“) fand vom 20. bis 22. Dezember 2018 statt und war der albanische Vorentscheid für den Eurovision Song Contest 2019 in Tel Aviv (Israel). Gewinnerin war Jonida Maliqi mit dem Lied Ktheju tokës.

## Konzept

### Format
Für 2018 wurde das Konzept gegenüber den Vorjahren verändert. Es wurden erneut zwei Halbfinale und ein Finale ausgetragen, allerdings mit anderer Funktion. Im ersten Halbfinale stellten alle 22 Teilnehmer ihre Lieder mit dem Sinfonieorchester von Radio Televizioni Shqiptar vor. Es fand keine Abstimmung statt, denn im zweiten Halbfinale präsentierten alle 22 Teilnehmer ihre Lieder erneut. Dieses Mal präsentierten sie ihre Lieder allerdings in einer "Eurovision-Version", also einer Version, die so auch beim ESC vorgestellt werden sollte. 14 Teilnehmer qualifizierten sich für das Finale.

### Moderation
Am 11. Dezember 2018 gab RTSH bekannt, dass Ana Golja und Viktor Zhusti das Festival moderieren werden.

## Teilnehmer
Am 17. Oktober 2018 gab RTSH die Teilnehmer des Festivali i Këngës 2018 bekannt. Insgesamt werden 22 Interpreten teilnehmen, zu denen auch ehemalige Teilnehmer des Festivali i Këngës zählen.
| Interpret                     | Lied Musik (M) und Text (T)                                | Sprache             | Übersetzung (inoffiziell)    |
| ----------------------------- | ---------------------------------------------------------- | ------------------- | ---------------------------- |
| Artemisa Mithi & Febi Shkurti | Dua ta besoj M/T: Febi Shkurti                             | Albanisch, Englisch | Ich möchte es glauben        |
| Orgesa Zaimi                  | Hije M/T: Genti Lako                                       | Albanisch, Englisch | Schatten                     |
| Bruno Pollogati               | Nuk ka stop M: Bruno Pollogati; T: Endrit Mumajesi         | Albanisch, Englisch | Es gibt kein Halten          |
| Aurel Thëllimi                | Të dua ty M: Ardita Bufaj, Aurel Thëllimi; T: Ardita Bufaj | Albanisch           | Ich liebe dich               |
| Alar Band                     | Dashuria nuk mjafton M: Elgit Doda; T: Klea Huta           | Albanisch           | Die Liebe genügt nicht       |
| Bojken Lako                   | Jeto jetën M: Bojken Lako; T: Xhevdet Bajraj               | Albanisch           | Lebe das Leben               |
| Dilan Reka                    | Karma M: Gridi Kraja; T: Florian Zykaj                     | Albanisch           | Karma                        |
| Eliza Hoxha                   | Peng M/T: Eliza Hoxha                                      | Albanisch           | Das Versprechen              |
| Elona Islamaj                 | Në këtë botë kalimtarë M/T: Elona Islamaj                  | Albanisch           | In dieser vergänglichen Welt |
| Elton Deda                    | Qetësisht M/T: Elton Deda                                  | Albanisch           | Gelassen                     |
| Eranda Libohova               | 100 pyetje M: Gent Myftaraj; T: Pandi Laço                 | Albanisch           | 100 Fragen                   |
| Gjergj Leka                   | Besoj M/T: Gjergj Leka                                     | Albanisch           | Ich glaube                   |
| Jonida Maliqi                 | Ktheju tokës M/T: Eriona Rushiti                           | Albanisch           | Die Erde zurückbekommen      |
| Kelly                         | A më ndjen M/T: Kelly                                      | Albanisch           | Fühlst du mich?              |
| Klint Çollaku                 | Me jetë M: Endrit Shani; T: Pandi Laço                     | Albanisch           | Mit dem Leben                |
| Klodiana Vata                 | Mbrëmje e pafund M: Edmond Zhulali; T: Jorgo Papingji      | Albanisch           | Endloser Abend               |
| Kujtim Prodani                | Babela M/T: Kujtim Prodani                                 | Albanisch           | –                            |
| Lidia Lufi                    | Rrëfehem M: Enis Mullaj; T: Lidia Lufi                     | Albanisch           | Beichten                     |
| Lorela Sejdini                | Vetmi M/T: Lorela Sejdini                                  | Albanisch           | Einsamkeit                   |
| Marko Strazimiri & Imbro      | Lejla M/T: Adrian Hila                                     | Albanisch           | –                            |
| Mirud                         | Nënë M: Elhaida Dani; T: Durim Morina                      | Albanisch           | Mutter                       |
| Soni Malaj                    | Do vij M: Irkenc Hyka; T: Lindon Berisha                   | Albanisch           | Komme                        |
| Vikena Kamenica 1             | Natën e mirë M/T: Vikena Kamenica                          | Albanisch           | Gute Nacht                   |

## Halbfinale
Entgegen der vergangenen Jahre werden die Teilnehmer nicht mehr auf zwei Halbfinals aufgeteilt. Am ersten Abend, dem 20. Dezember 2018 werden die Interpreten ihr Lied mit dem RTSH Sinfonieorchester präsentieren, ehe sie am folgenden Tag die finale Version ihres Liedes präsentieren werden.
Eine Auslosung ergab folgende Startreihenfolgen:
| Erster Abend – 20. Dezember 2018 | Erster Abend – 20. Dezember 2018 | Erster Abend – 20. Dezember 2018 |
| Startnr.                         | Interpret                        | Lied                             |
| -------------------------------- | -------------------------------- | -------------------------------- |
| 01                               | Bojken Lako                      | Jeto jetën                       |
| 02                               | Alar Band                        | Dashuria nuk mjafton             |
| 03                               | Lidia Lufi                       | Rrëfehem                         |
| 04                               | Kujtim Prodani                   | Babela                           |
| 05                               | Gjergj Leka                      | Besoj                            |
| 06                               | Dilan Reka                       | Karma                            |
| 07                               | Mirud                            | Nënë                             |
| 08                               | Soni Malaj                       | Më e fortë                       |
| 09                               | Jonida Maliqi                    | Ktheju tokës                     |
| 10                               | Elton Deda                       | Qetësisht                        |
| 11                               | Elona Islamaj                    | Në këtë botë kalimtare           |
| 12                               | Klodiana Vata                    | Mbrëmje e pafund                 |
| 13                               | Klint Çollaku                    | Me jetë                          |
| 14                               | Artemisa Mithi & Febi Shkurti    | Dua ta besoj                     |
| 15                               | Kelly                            | A më ndjen                       |
| 16                               | Bruno Pollogati                  | Nuk ka stop                      |
| 17                               | Marko Strazimiri & Imbro         | Leyla                            |
| 18                               | Lorela Sejdini                   | Vetmi                            |
| 19                               | Eliza Hoxha                      | Peng                             |
| 20                               | Eranda Libohova                  | 100 pyetje                       |
| 21                               | Aurel Thëllimi                   | Të dua ty                        |
| 22                               | Orgesa Zaimi                     | Hije                             |

| Zweiter Abend – 21. Dezember 2018 | Zweiter Abend – 21. Dezember 2018 | Zweiter Abend – 21. Dezember 2018 |
| Startnr.                          | Interpret                         | Lied                              |
| --------------------------------- | --------------------------------- | --------------------------------- |
| 01                                | Jonida Maliqi                     | Ktheju tokës                      |
| 02                                | Artemisa Mithi & Febi Shkurti     | Dua ta besoj                      |
| 03                                | Mirud                             | Nënë                              |
| 04                                | Klodiana Vata                     | Mbrëmje e pafund                  |
| 05                                | Lidia Lufi                        | Rrëfehem                          |
| 06                                | Marko Strazimiri & Imbro          | Leyla                             |
| 07                                | Orgesa Zaimi                      | Hije                              |
| 08                                | Elona Islamaj                     | Në këtë botë kalimtarë            |
| 09                                | Bojken Lako                       | Jeto jetën                        |
| 10                                | Elton Deda                        | Qetësisht                         |
| 11                                | Eliza Hoxha                       | Peng                              |
| 12                                | Gjergj Leka                       | Një ditë tjetër                   |
| 13                                | Kujtim Prodani                    | Babela                            |
| 14                                | Aurel Thëllimi                    | Të dua ty                         |
| 15                                | Soni Malaj                        | Më e fortë                        |
| 16                                | Lorela Sejdini                    | Vetmi                             |
| 17                                | Klinti Çollaku                    | Me jetë                           |
| 18                                | Alar Band                         | Dashuria nuk mjafton              |
| 19                                | Kelly                             | A më ndjen                        |
| 20                                | Dilan Reka                        | Karma                             |
| 21                                | Eranda Libohova                   | 100 pyetje                        |
| 22                                | Bruno Pollogati                   | Nuk ka stop                       |

 Kandidat hat sich für das Finale qualifiziert.

## Finale
Das Finale fand am 22. Dezember 2018, 20:45 Uhr (MEZ) statt. Eine neunköpfige Jury vergaben zehn bis 30 Punkte. Die Sängerin Jonida Maliqi setzte sich mit neun Punkten Vorsprung durch.
| Platz | Startnr. | Interpret                     | Lied                 | Juryvoting    | Juryvoting | Juryvoting   | Juryvoting  | Juryvoting | Juryvoting | Juryvoting  | Juryvoting     | Juryvoting  | Juryvoting |
| Platz | Startnr. | Interpret                     | Lied                 | Hajg Zaharjan | Arta Marku | Rona Nishliu | Agim Krajka | Pali Kuke  | Olsa Toqi  | Rovena Dilo | Shpëtim Kushta | Dorian Çene | Gesamt     |
| ----- | -------- | ----------------------------- | -------------------- | ------------- | ---------- | ------------ | ----------- | ---------- | ---------- | ----------- | -------------- | ----------- | ---------- |
| 01.   | 05       | Jonida Maliqi                 | Ktheju tokës         | 19            | 30         | 30           | 18          | 30         | 19         | 30          | 30             | 22          | 228        |
| 02.   | 13       | Lidia Lufi                    | Rrëfehem             | 30            | 20         | 15           | 30          | 22         | 30         | 20          | 22             | 30          | 219        |
| 03.   | 04 1     | Eranda Libohova               | 100 pyetje           | 22            | 22         | 22           | 25          | 19         | 17         | 18          | 11             | 25          | 181        |
| 04.   | 11       | Dilan Reka                    | Karma                | 16            | 25         | 14           | 14          | 25         | 22         | 22          | 17             | 14          | 169        |
| 05.   | 09       | Soni Malaj                    | Më e fortë           | 17            | 19         | 18           | 17          | 20         | 18         | 15          | 25             | 17          | 166        |
| 06.   | 14       | Klinti Çollaku                | Me jetë              | 25            | 10         | 13           | 22          | 17         | 25         | 12          | 20             | 19          | 163        |
| 07.   | 03       | Elton Deda                    | Qetësisht            | 18            | 17         | 17           | 19          | 14         | 15         | 17          | 19             | 20          | 156        |
| 08.   | 01       | Marko Strazimiri & Imbro      | Leyla                | 14            | 18         | 19           | 15          | 18         | 10         | 25          | 12             | 11          | 142        |
| 09.   | 08       | Bojken Lako                   | Jeto jetën           | 12            | 15         | 25           | 10          | 16         | 16         | 16          | 13             | 15          | 138        |
| 10.   | 02       | Gjergj Leka                   | Një ditë tjetër      | 20            | 12         | 10           | 20          | 11         | 14         | 11          | 15             | 18          | 131        |
| 11.   | 06       | Eliza Hoxha                   | Peng                 | 11            | 16         | 20           | 12          | 15         | 13         | 14          | 10             | 16          | 127        |
| 12.   | 12       | Alar Band                     | Dashuria nuk mjafton | 15            | 11         | 11           | 16          | 12         | 20         | 10          | 16             | 13          | 124        |
| 13.   | 07       | Orgesa Zaimi                  | Hije                 | 10            | 14         | 16           | 13          | 13         | 12         | 13          | 18             | 12          | 121        |
| 14.   | 10       | Artemisa Mithi & Febi Shkurti | Dua ta besoj         | 13            | 13         | 12           | 11          | 10         | 11         | 19          | 14             | 10          | 113        |

## Kompilation
Am 19. April 2019 wurde eine Kompilation mit allen Wettbewerbstiteln zum Download veröffentlicht.
| Nr.          | Titel                  | Länge |
| ------------ | ---------------------- | ----- |
| 1.           | Më e fortë             | 3:12  |
| 2.           | Leyla                  | 2:47  |
| 3.           | 100 pyetje             | 3:12  |
| 4.           | Të dua ty              | 3:06  |
| 5.           | Karma                  | 5:58  |
| 6.           | Me jetë                | 3:26  |
| 7.           | Vetmi                  | 2:59  |
| 8.           | Në këtë botë kalimtarë | 3:43  |
| 9.           | A më ndjen             | 3:18  |
| 10.          | Dua ta besoj           | 3:26  |
| 11.          | Dashuria nuk mjafton   | 3:12  |
| 12.          | Peng                   | 3:27  |
| 13.          | Një ditë tjetër        | 4:06  |
| 14.          | Mbrëmje e pafund       | 3:29  |
| 15.          | Rrëfehem               | 3:43  |
| 16.          | Nënë                   | 3:06  |
| 17.          | Hije                   | 3:13  |
| 18.          | Nuk ka stop            | 2:52  |
| 19.          | Jeto jetën             | 3:10  |
| 20.          | Babela                 | 3:41  |
| 21.          | Qetësisht              | 3:19  |
| 22.          | Ktheju tokës           | 3:14  |
| Gesamtlänge: | Gesamtlänge:           | 75:39 |